# Super Bowl XXII
El Super Bowl XXII fue el nombre que se le dio al partido de fútbol americano que definió al campeón de la temporada 1987-88 de la NFL. El partido se disputó el 31 de enero de 1988 en el estadio Jack Murphy Stadium de la ciudad de San Diego, California. Enfrentó al campeón de la NFC los Washington Redskins y al campeón de la AFC los Denver Broncos. El título quedó en manos de los Washington Redskins quienes ganaron 42-10 y de esta manera obtuvieron su segundo título de Super Bowl. Por su parte los Denver Broncos perdían su tercer Super Bowl, en la misma cantidad de disputas, y su segundo de forma consecutiva.

## Resumen del partido
El primer cuarto del Super Bowl XXII empezó con claro dominio de los Denver Broncos quienes anotaron un touchdown, cuando Ricky Nattiel atrapó un pase de 56 yardas lanzado por John Elway, luego Rich Karlis anotaría un gol de campo de 24 yardas para dejar arriba a los Broncos por 10-0. Sin embargo los Washington Redskins, en el segundo cuarto, liquidarían el juego anotando 35 puntos en 5 posesiones seguidas (récord en juegos de postemporada); primero Doug Williams lanzaría un pase de anotación de 80 yardas para Ricky Sanders, luego un pase de anotación de 27 yardas para Gary Clark. La lluvia de anotaciones seguiría con una carrera de 58 yardas de Timmy Smith y nuevamente dos pases de Doug Williams de 50 y 8 yardas para Ricky Sanders y Clint Didier respectivamente. Así los Redskins anotaron cinco touchdowns en 18 jugadas y en un total de cinco minutos. En el último cuarto Timmy Smith con una carrera de 4 yardas anotaba nuevamente y ponía el definitivo 42-10, con el que los Redskins obtenían su segundo título de Super Bowl. El jugador más valioso fue Doug Williams que lanzó para 340 yardas y completó 18 de 29 envíos, además fue el primer mariscal de campo de color en ser titular en un Super Bowl; Timmy Smith terminó con 204 yardas en 22 acarreos y Ricky Sanders con 193 yardas en ocho atrapadas (nuevo récord en Super Bowl). Los Redskins impusieron un nuevo récord de Super Bowl, al anotar 6 touchdowns y conseguir 602 yardas totales.